# Tarpeia

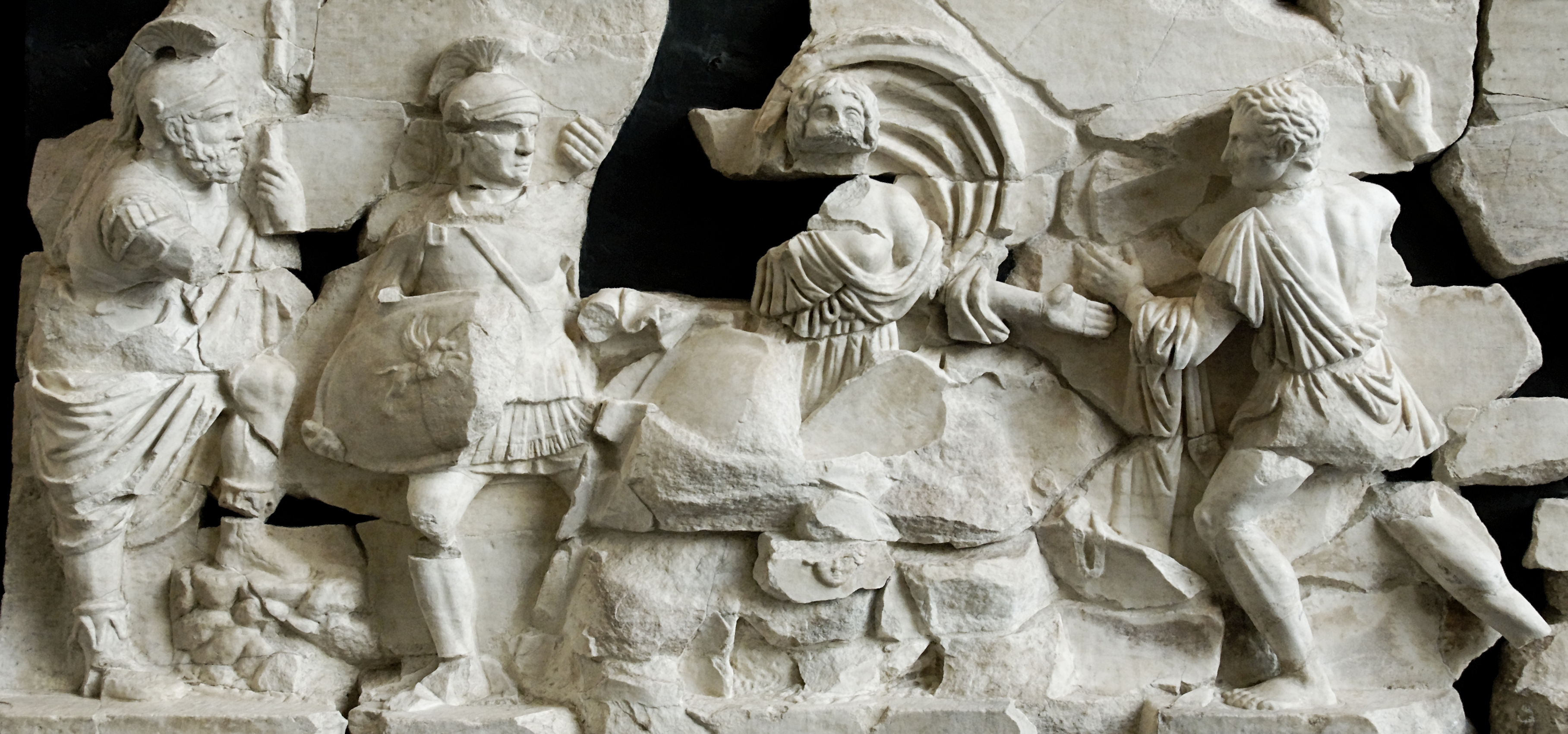
Une version de la légende : Tarpéia tuée par les Sabins pour avoir refusé de trahir Rome, frise de la basilique Æmilia.

Dans la mythologie romaine, Tarpeia, ou Tarpéia, est une héroïne sabine de la guerre entre Rome et les Sabins, fille de Sempronius Tarpeius, que Romulus avait nommé gouverneur du Capitole. Elle aurait livré la citadelle de Rome aux Sabins, alors en guerre contre les Romains. Selon Plutarque, elle est une des quatre premières vestales.

## Étymologie du nom
La forme du nom Tarpéia n'est pas latine mais sabine,. La forme originelle *tarqueia et de sa base tarqu- auraient le sens de « vaincre ». Ainsi le mons Tarpeius, autre nom du Capitole, serait le « mont de la victoire » et Jupiter Tarpeius « Jupiter, dieu de la victoire ». Cette étymologie est en accord avec la forme primitive de la légende, celle d'une Tarpeia, vierge guerrière.

## Mythe

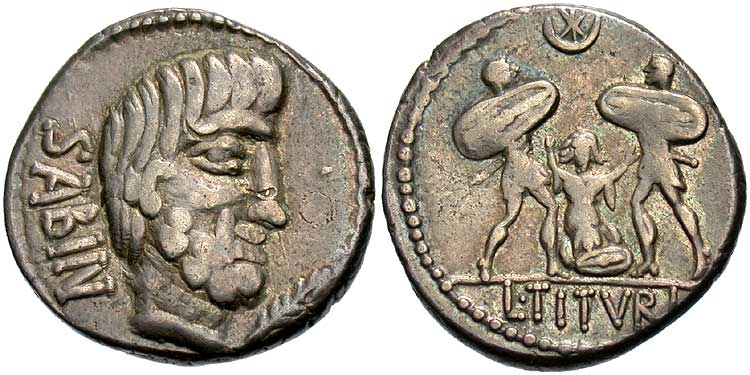
Denier de la gens Tituria, prétendant descendre de Titus Tatius (à l'avers, accompagné de la mention SABIN), datant de -89. Le revers figure Tarpeia se faisant ensevelir sous les boucliers des Sabins.

Selon la variante de la légende racontée par Properce, Tarpéia s'éprit du roi des Sabins Titus Tatius. Elle décida alors de trahir les Romains en livrant à Tatius la citadelle du Capitole, en échange de son amour. Tatius aurait promis le mariage à la jeune fille, mais se parjura : après que les soldats sabins se furent introduits dans les lieux, Tatius la fit écraser sous les boucliers de ses hommes.
Dans une autre tradition développée par Denys d'Halicarnasse et rapportée par Ovide, Tite-Live et Plutarque, Tarpéia convoitait plutôt les lourds bracelets d'or qui ornaient le bras gauche des Sabins et réclama « ce qu'ils portaient à leur bras gauche ». Après qu'elle eut livré l'entrée du Capitole, les Sabins l'écrasèrent sous le poids de leurs bracelets et de leurs boucliers, tous deux portés au bras gauche.
Selon certains historiens romains que cite Denys d'Halicarnasse, la manœuvre de Tarpéia était en réalité une ruse pour attirer les Sabins dans la citadelle, puis les dépouiller de leurs boucliers et les mettre à la merci des troupes de Romulus. Dénoncée par l'envoyé qu'elle utilise pour communiquer avec Tatius, elle meurt écrasée sous les boucliers des Sabins.
D'autres récits encore, cités par Plutarque qui les qualifie d'invraisemblables, font de Tarpéia une Sabine enlevée par Romulus qui aurait tenté d'aider les siens par  la ruse. Les Sabins l'auraient malgré tout tuée pour avoir vécu avec un Romain. Enfin, chez le poète Simylos, également cité par Plutarque, Tarpéia ne livre pas le Capitole aux Sabins, mais aux Celtes.
Enfin, Ovide attribue l'ouverture des portes de la citadelle non pas à Tarpeia, mais à la déesse Junon, protectrice des Sabins.
En tout état de cause, Tarpéia fut enterrée sur le lieu de sa mort et la colline est nommée Tarpéienne (mons Tarpeius) jusqu'à ce que Tarquin l'Ancien consacrât le lieu à Jupiter. Le nom resta toutefois attaché à la roche Tarpéienne (saxum Tarpeium), qui servait à précipiter les criminels, et notamment les traîtres à la patrie.

## Interprétations
Salomon Reinach associe la roche Tarpéienne à un trophée où étaient exposés les boucliers pris à l'ennemi. De cet empilement naquit la légende de Tarpeia (à l'origine « divinité locale de la roche Tarpeia »), écrasée sous un amas de boucliers.
Georges Dumézil a identifié dans la guerre qui oppose les Sabins de Titus Tatius aux Romains une guerre de fondation. Reposant sur un schéma hérité indo-européen, la guerre sabine met aux prises les riches Sabins représentants de la troisième fonction avec les Romains, bande de guerriers représentant les deux premières fonctions, pour les réunir harmonieusement par la suite dans Rome. Dans l'épisode de Tarpéia que Dumézil a rapproché du récit nordique de Gullveig « ivresse de l'or », les Sabins par leur richesse et par l'or parviennent un instant à prendre l'avantage. La trahison de Tarpéia sur le plan humain est un acte fondateur dont sortira la Rome véritable une fois l'alliance réalisée avec les Sabins.
Pour Jean Haudry, Gullveig « n'a pas plus trahi les Ases que Tarpeia les Romains ». Nous aurions là un trait constitutif d'une guerre de fondation où les membres de la troisième fonction par l'utilisation conjointe de l'or, de la séduction et de la fourberie, mais non de la trahison, veulent acheter la victoire au lieu de l'obtenir par la vaillance,.
Cet épisode mythologique est illustré sur un denier d'argent de l'empereur Auguste.